# Drosera ultramafica
Drosera ultramafica là một loài thực vật thuộc chi Gọng vó trong họ Gọng vó. Loài này phân bố ở cao nguyên Malesia.